# Schaugericht (Speise)

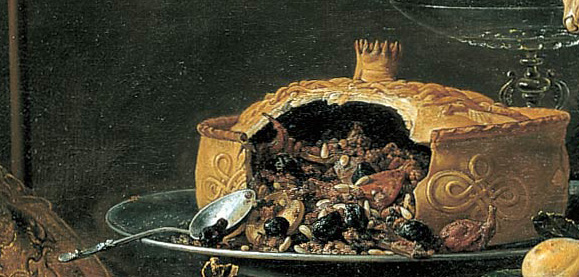
Adriaen van Utrecht: Schaupastete, 1644

Ein Schaugericht oder Schauessen (französisch: pièce montée) ist eine Speise, die nicht für den Verzehr zubereitet wird, sondern als Schaustück und Attraktion für die festliche Tafel bei einem Bankett dient. Schaugerichte waren in der Zeit des Barock an Adelshöfen verbreitet, sind heute jedoch nur noch zu wenigen traditionellen Anlässen wie der Hamburger Matthiae-Mahlzeit üblich.

## Geschichte

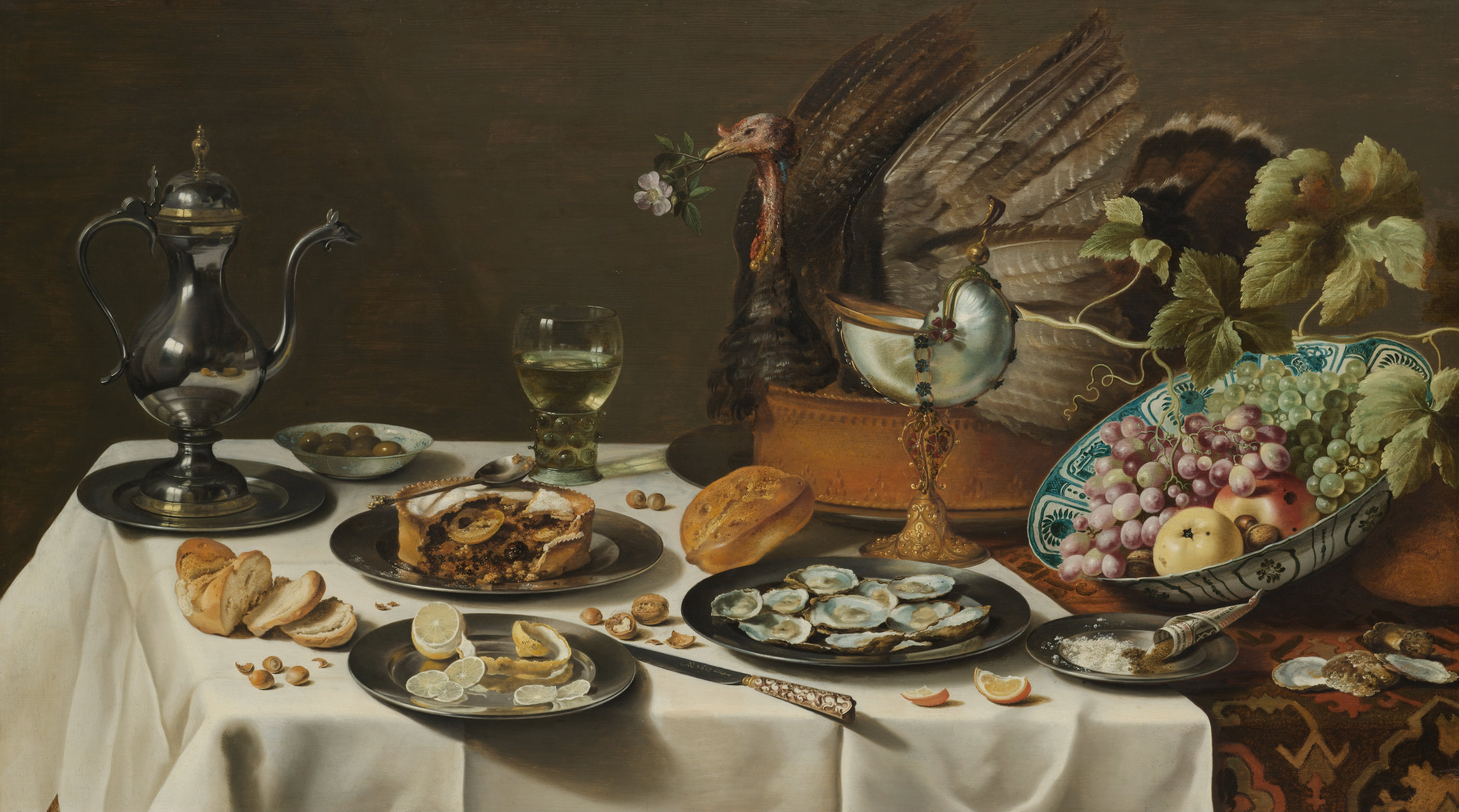
Pieter Claesz: Stillleben mit Truthahnpastete, 1627

Diese Schaugerichte hatten den Zweck, das Ansehen des Gastgebers bei den Gästen zu erhöhen und die Vorzüglichkeit seiner Küche darzustellen, es diente also der adligen Repräsentation. Dieser Brauch kam im Mittelalter auf. Es gab Speisen, die  grundsätzlich nicht für den Verzehr gedacht waren, weil es sich um reine Nachbildungen von Essbarem aus Wachs, Gips und anderen nicht essbaren Materialien handelte, während andere Schaugerichte sowohl dekorativ hergerichtet als auch essbar waren. Ziel dieser Dekorationen auf der Tafel war stets, die Gäste zu überraschen und in Erstaunen zu versetzen, so dass sich die Köche bei jedem Festmahl etwas Neues einfallen lassen mussten. Im Laufe der Zeit wurden die Darstellungen immer kunstvoller und symbolhafter, es wurden zum Beispiel biblische und mythische Szenen nachgebildet.

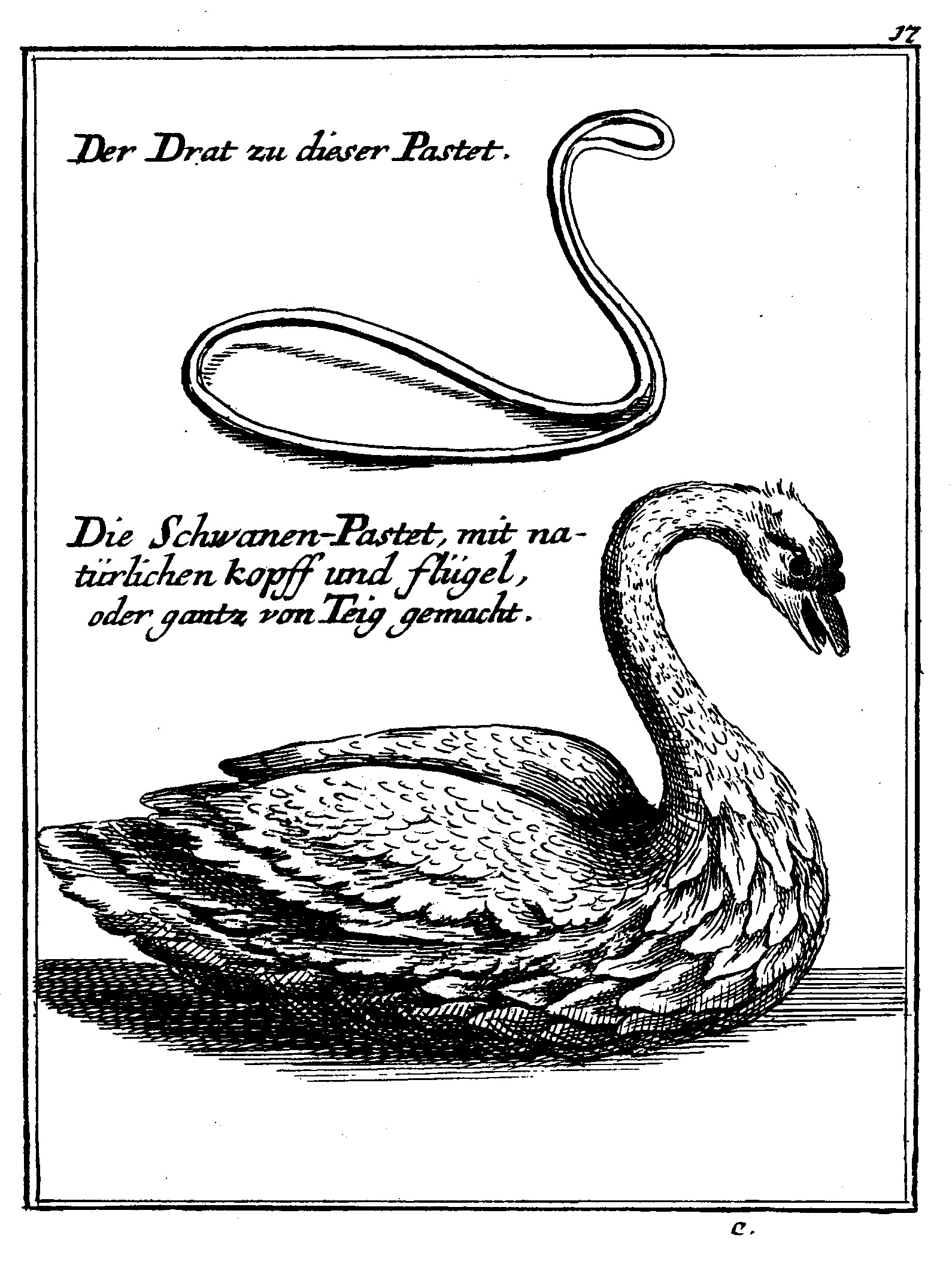
Kupferstich zum Aufbau einer Schwanenpastete, 1719

Sehr beliebt als Schaugericht waren auch Tiere, die in ihrer natürlichen Gestalt serviert wurden, so dass sie wie lebendig aussahen, obwohl sie fertig zubereitet waren. Sehr beliebt waren hierfür vor allem Schwäne und Pfauen. Da ihr Fleisch zäh und wenig schmackhaft war, wurden sie nicht gegessen, sondern dienten nur als Tischdekoration. Sie wurden dennoch vorher gebraten, und die Kunst bestand darin, den Vogel anschließend wieder in die ursprüngliche Form zu bringen. Alte Kochbücher enthalten hierfür entsprechende Anleitungen. Häufig wurden die Schautiere ganz oder teilweise vergoldet, neben Schwänen auch Lämmer, Kälber, Hirsche oder auch ganze Ochsenköpfe. Als besonders dekorativ und edel galt ein glasierter Wildschweinkopf, vorzugsweise von einem Keiler. Im 16. Jahrhundert wurden aus Amerika Truthähne nach Europa eingeführt, die allmählich Schwäne und Pfauen als Schaugerichte verdrängten, da ihr Fleisch wohlschmeckend war, so dass die Schauobjekte auch verzehrt werden konnten.

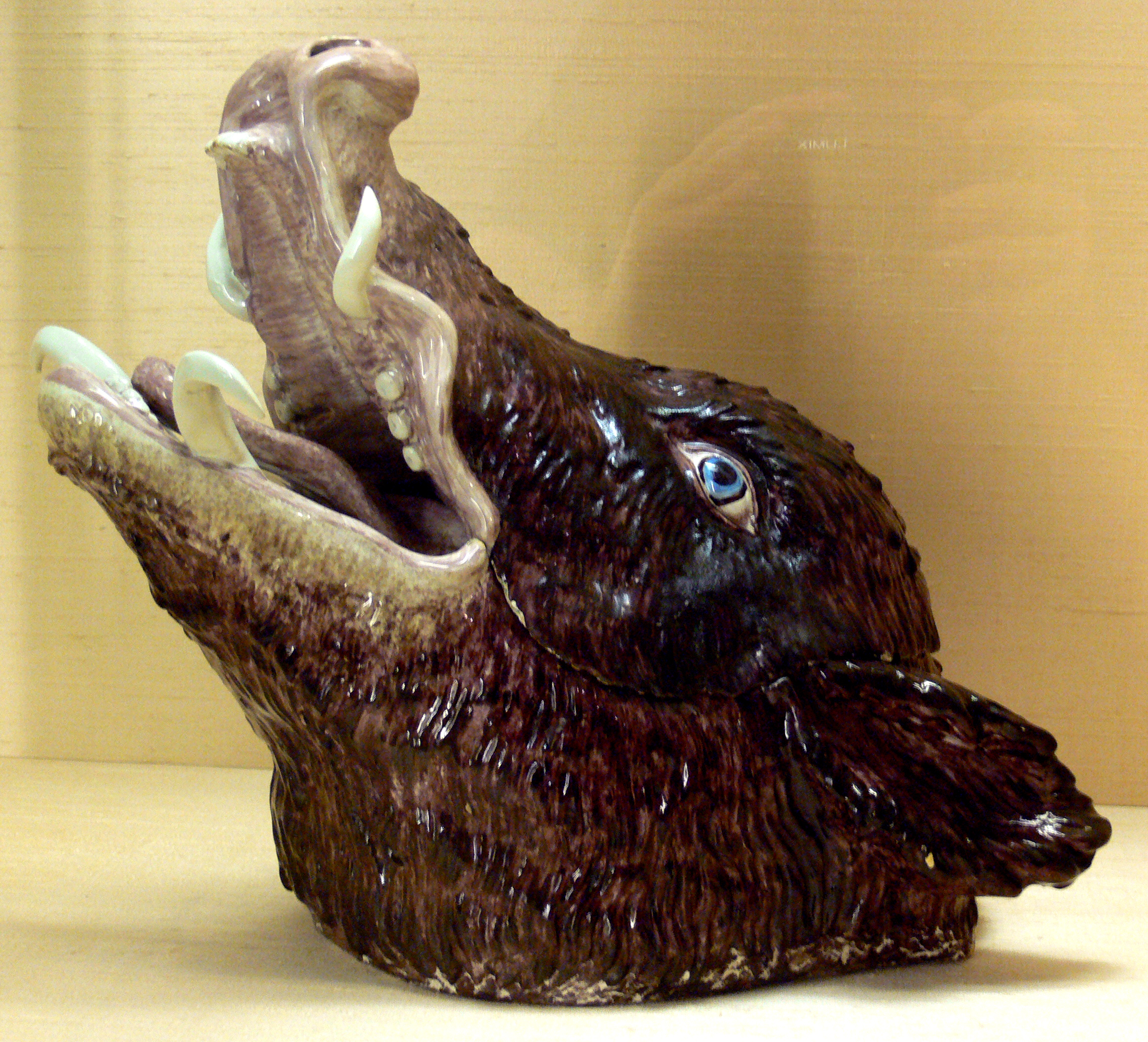
Terrine in Form eines Eberkopfs, um 1748

Eine Abwandlung der Schaugerichte waren Speisen, die zusammen mit lebenden Tieren serviert wurden, wobei letztere nicht für den Verzehr bestimmt waren. Dafür wurden vor allem übergroße Pasteten verwendet, aus denen dann nach dem Anschneiden Vögel flatterten oder ein Hund hervorsprang. Einige Fürsten ließen sogar ihre Hofzwerge in einer Pastete servieren. Der lebende Inhalt wurde natürlich nicht mitgebacken, sondern die Pastete wurde aufgeschnitten und dann kunstvoll wieder zusammengefügt.
Überraschung bei Tisch konnte auch Ekel bedeuten, der mit Absicht hervorgerufen wurde. Beliebt hierfür waren „Scherzgerichte“ in Form von Pasteten oder auch Spanferkeln, die mit lebenden Aalen oder kleinen Schlangen gefüllt wurden. „Zur Freude der Herren, denn diese Spezereien waren den Damen zugedacht, deren Kreischen und Schreien beim Anschneiden der Pastete für Erheiterung sorgten.“
Ab dem 18. Jahrhundert wurden die Schaugerichte allmählich durch Miniaturen aus Porzellan, so genannte Fayencen und Terrinen in Tiergestalt verdrängt, wobei vor allem Eberköpfe und Truthähne nachgebildet wurden. Gefördert wurde diese Entwicklung möglicherweise durch einen Erlass der österreichischen Kaiserin Maria Theresia im Jahr 1761, mit dem sie prunkvolle Schaugerichte verbot, die sie als Verschwendung ansah. Es ist nicht sicher, ob die Terrinen mit irgendetwas gefüllt waren, wenn sie aufgetragen wurden, möglicherweise blieben sie leer und symbolisierten lediglich ein Schaugericht.
Aus den Schaugerichten entwickelte sich auch die Zuckerbäckerei als Vorläufer des Konditorhandwerks, denn zum Abschluss jedes Festmahls wurden neben essbaren Süßspeisen und Gebäck auch Dekorationen aus Zucker, Marzipan und Traganth serviert.